# My Sweet Lord
〈My Sweet Lord〉는 영국의 음악가 조지 해리슨이 부른 노래이다. 이 음반은 1970년 11월 그의 세 번째 음반 《All Things Must Pass》로 발매되었다. 싱글로도 발매된 해리슨의 첫 솔로 가수인 〈My Sweet Lord〉는 전 세계 차트 1위를 차지했으며 1971년 영국 싱글 중 가장 많이 팔린 싱글이었다. 미국과 영국에서 이 노래는 전 비틀즈가 부른 첫 번째 싱글이었다. 해리슨은 원래 그의 동료 애플 레코드 아티스트 빌리 프레스턴에게 이 곡을 녹음하기 위해 주었다. 해리슨이 공동 제작한 이 버전은 1970년 9월에 프레스턴의 음반 《Encouraging Words》에 참여했다.
해리슨은 힌두교 신 크리슈나를 칭송하는 동시에 〈My Sweet Lord〉를 썼고, 동시에 그의 의도적인 "하레 크리슈나"를 혼합하여 종교적 종파주의를 포기하라는 노래를 불렀다. 이 녹음에는 제작자 필 스펙터의 월 오브 사운드가 담겨 있으며, 한 전기 작가가 "음악적으로 조로의 상징"이라고 묘사한 해리슨의 아주 오래된 슬라이드 기타 기법이 등장한다고 알렸다. 프레스턴, 링고 스타, 에릭 클랩튼, 그리고 그룹 배드핑거는 녹음에 나오는 다른 음악가들 중 하나이다.

## 배경 및 영감
해리슨은 1969년 12월 빌리 프레스턴, 에릭 클랩튼과 함께 덴마크 코펜하겐에서 덜레이니 & 보니의 유럽 투어 게스트 아티스트로 활동하던 중 〈My Sweet Lord〉를 쓰기 시작했다. 이 무렵 해리슨은 이미 복음의 영향을 받은 〈Hear Me Lord〉를 썼고, 프레스턴과 함께 아프리카계 미국인의 영적인 〈Sing One for the Lord〉를 썼다. 그는 또한 비틀즈의 애플 레코드 레이블에서 종교를 주제로 한 프레스턴의 〈That's the Way God Planning It〉과 라다 크리슈나 템플 (런던)의 〈Hare Krishna Mantra〉라는 두 개의 종교적 테마 히트 싱글을 프로듀싱했다. 5000년 된 비슈누파 힌두 만트라를 크리슈나 의식국제협회 (ISKCON) 회원들에 의해 음악적으로 각색한 것이다. 해리슨은 이제 기독교와 가우디야 비슈누파의 메시지를 음악 전기작가 사이먼 렝이 "베다 성가대로 복음을 주문하는 것"이라고 표현한 것에 융합하기를 원했다.
코펜하겐 경유지는 12월 10일부터 12일까지 포코너 극장에서 3박 2일 동안 체류하며 덜레이니 & 보니 투어의 종료를 알렸다. 해리슨의 1976년 법정 증언에 따르면, 〈My Sweet Lord〉는 밴드 멤버들이 백스테이지 기자회견에 참석하고 있을 때 구상되었고 그는 극장의 위층 방으로 몸을 숨겼다. 해리슨은 기타 코드에 뱀파이어를 하고 "Hallelujah"와 "Hare Krishna"의 노래 구절을 번갈아 불렀던 것을 회상했다. 그는 나중에 그 아이디어를 다른 사람들에게 가져갔고, 합창 보컬은 더 발전되었다.
밴드의 리더인 덜레이니 브램릿의 후기 버전은 해리슨이 어떻게 진정한 가스펠 노래를 쓸 수 있는지 물어본 것에서 비롯되었으며, 브램렛은 아내 보니와 가수 리타 쿨리지가 가스펠 "Hallelujah"를 대답으로 추가하면서 "Oh my Lord"라는 단어를 스캣으로 불렀다는 것이다. 그러나 음악 저널리스트 존 해리스는 한 어부의 "이렇게 큰" 형태의 자랑 이야기에 비교하며 브램릿의 이야기의 정확성에 의문을 제기했다. 프레스턴은 〈My Sweet Lord〉가 해리슨을 통해 투어 중 복음성가 작곡에 대해 물어본 적이 있다"고 회상했다. 프레스턴은 백스테이지 피아노로 화음을 연주했고 브램렛은 "Oh my Lord"와 "Hallelujah"를 부르기 시작했다고 말했다. 프레스턴에 따르면 "조지는 그곳에서 그것을 가져와서 구절을 썼습니다. 정말 즉흥적이었어요. 히트작이 될 줄은 꿈에도 몰랐습니다."라고 말했다.
해리슨은 에드윈 호킨스 싱어즈의 18세기 기독교 찬송가 〈Oh Happy Day〉에 영감을 받아 이 주제에 대한 작업을 계속했다. 프레스턴의 도움으로 그들이 런던으로 돌아온 후 그는 곡을 완성했다.

## 인증
| 국가                               | 인증        | 판매량/출하량 |
| ---------------------------------- | ----------- | ------------- |
| 이탈리아 (FIMI)                    | 골드        | 35,000        |
| 일본 (RIAJ)                        | 2× 플래티넘 | 269,000       |
| 영국 (BPI)                         | 플래티넘    | 960,561       |
| 미국 (RIAA)                        | 플래티넘    | 1,000,000     |
| 판매량+스트리밍을 기반으로 한 인증 |             |               |